# Терри Мур (актриса)
Терри Мур (англ. Terry Moore, настоящее имя — Хелен Луэлла Кофорд; род. 7 января 1929, Лос-Анджелес, США) — американская актриса, номинантка на премию «Оскар» в 1952 году.

## Биография
Терри Мур, урождённая Хелен Луэлла Кофорд (англ. Helen Luella Koford), родилась в Лос-Анджелесе 7 января 1929 года в семье мормонов. Свою карьеру она начала ещё в детстве в качестве модели, а в 1940 году, состоялся её кинодебют. Киностудия в начале её карьеры часто меняла ей имя: она была Джуди Форд, Джан Форд и Джанури Форд, а псевдоним Терри Мур появился только в 1948 году.
Хотя в основном Терри Мур снималась в фильмах категории «B», ей всё же удалось получить роли и в довольно успешных и популярных фильмах, включая «Могучий Джо Янг» (1949), роль в котором стала одной из самых известных в её карьере, «Вернись, малышка Шеба», за роль в котором она была номинирована на «Оскар» как лучшая актриса второго плана, а также «Пейтон-Плэйс» (1957). Хотя в последующие годы актриса продолжала активно сниматься, ей доставались лишь небольшие второстепенные роли. В 1984 году, в возрасте 55 лет, она позировала обнажённой для журнала «Playboy».
В 1949 году Терри Мур тайно вышла замуж за миллиардера Говарда Хьюза, о долгом браке с которым сообщила лишь после его смерти в 1976 году. Несмотря на это она получила некоторую долю его имущества в 1984 году. Так как о браке ничего не было известно, Терри Мур в эти годы ещё три раза выходила замуж и трижды разводилась. В этих случаях она совершала двоебрачие, но ни разу не привлекалась к ответственности. Последний её муж умер в 2001 году.
Её вклад в киноиндустрию США отмечен звездой на Голливудской аллее славы.

## Избранная фильмография
- Газовый свет (1944) — Пола в 14 лет
- В тени (1946) — Вирджиния «Джинни» Джонсон
- Могучий Джо Янг (1949) — Джилл Янг
- Родственные души (1949) — Кэти Макинтайр
- Вернись, малышка Шеба (1952) — Мэри Букхолдер
- Человек на канате (1953) — Тереза Черник
- Коралловый риф (1953) — Гвинет Рис
- Кафе на 101-й улице (1955) — Котти
- Длинноногий папочка (1955) — Линда Пендлтон
- Между раем и адом (1956) — Дженни Гиффорд
- Пейтон Плэйс (1957) — Бетти Андерсон
- Проказники из Беверли Хиллз (1989) — Вериноки
- Всех за борт (1989) — госпожа Нориега
- Мэрилин и я (1991) — женщина на похоронах
- Могучий Джо Янг (1998) — гостья на вечеринке
- Последний круиз (1999) — Кристина Свит
- Убить близких (2006) — Элла Тоскана
- Немая жизнь (2023) — Женщина в чёрном